# マイケル・ゴア
マイケル・ゴア（Michael Gore、1951年3月5日 - ）は、アメリカ合衆国の作曲家。

## 経歴
ゴアは、1981年に、作詞家のディーン・ピッチフォードとともに、1980年の映画『フェーム』の主題歌「フェーム」によって、第53回アカデミー賞の歌曲賞を受賞した。このときゴアは、併せてアカデミー作曲賞も受賞した。ゴアは、シンガーソングライターであるレスリー・ゴアの弟である。
ゴアは、ブロードウェイ・シアターの失敗作として悪名高い『Carrie: The Musical』の音楽を担当していた。リン・アハーンズが作詞し、ゴアが作曲した2曲は、2003年の映画『キャンプ (Camp) 』に用いられた
ゴアは、シャーリー・マクレーンとデブラ・ウィンガーの主演でヒットした1983年の映画『愛と追憶の日々 (Terms of Endearment)』でも主題歌を含む音楽を担当し、ソロ名義で発表した主題曲「愛と追憶の日々 (Theme from Terms of Endearment)」をアダルト・コンテンポラリー・チャートでヒットさせ、ポップ・チャートであるBillboard Hot 100にも短期間ながら食い込んだ。

## おもな映画作品
- フェーム (Fame) - 1980年
- 愛と追憶の日々 (Terms of Endearment) - 1983年
- プリティ・イン・ピンク/恋人たちの街角 (Pretty in Pink) - 1986年
- ブロードキャスト・ニュース (Broadcast News) - 1987年：追加された音楽のみ
- Generations、1989年 – 1991年（テレビ・シリーズ）
- 恋のためなら (Don't Tell Her It's Me) - 1990年
- あなたの死後にご用心 (Defending Your Life) - 1991年
- 夢の降る街 (The Butcher's Wife) - 1991年
- スーパースター 爆笑スター誕生計画 (Superstar) - 1999年
- キャンプ (Camp) - 2003年：楽曲提供